# یوهان آگرل
یوهان یواخیم آگرل (زاده: ۱ فوریه ۱۷۰۱ ۱۹، مرگ: ۱۹ ژانویه ۱۷۶۵) آهنگساز متأخر موسیقی باروک آلمانی/سوئدی بود.
او در محله لوث، ناحیه ممینگ، اوستریوتلاند، استانی در سوئد به دنیا آمد و در اوپسالا تحصیل کرد. در سال ۱۷۳۴ ویولونیست دربار کاسل بود و در انگلستان، فرانسه، ایتالیا و جاهای دیگر سفر می کرد. از سال ۱۷۴۶ به بعد، او به عنوان کاپل‌مایستر در نورنبرگ فعال بود. او گهگاه آثار آوازی و سمفونی های متعدد، کنسرتو هارپسیکورد و تعدادی سونات نوشت که بسیاری از آنها منتشر شد.
 او آهنگساز مسلط به سبک گالانت آلمان شمالی در آن زمان بود، و همچنین یک نوازنده و رهبر ارکستر قابل تقدیر بود. به گفته پر لیندفورز، گفته می شود که آگرل حداقل ۲۲ سمفونی در طول زندگی خود ساخته است.  او در نورنبرگ درگذشت.
آگرل همچنین از نام های مستعار زیر برای نام خود استفاده میکرد: یوهان آگرلیوس، جووانی آگرل، یوهان آگرل، یوهان یواخیم آگرل. 

## کتابشناسی
- پیر, لیندفورس (1948). "آگرل, جان".  In کارلکویست, گانر; کارلسون, Josef (eds.). کتاب مرجع سوئدی (به سوئدی). Vol. 1 (2nd ed.). Malmö: فورلگشوست نوردن ای‌بی. OCLC 3448783.